# Ananthacorus angustifolius
Ananthacorus angustifolius là một loài dương xỉ trong họ Pteridaceae. Loài này được Sw. Underw. & Maxon mô tả khoa học đầu tiên năm 1908.